# Alain Héroux
Alain Héroux (né le 20 mai 1964 à Terrebonne, dans la province de Québec au Canada) est un joueur professionnel canadien de hockey sur glace.

## Carrière de joueur
Après une bonne saison avec les Saguenéens de Chicoutimi de la Ligue de hockey junior majeur du Québec, il fut repêché lors de la 1re ronde du repêchage de la Ligue nationale de hockey de 1982 par les Canadiens de Montréal.
Il fit ses débuts professionnels à la fin de la saison 1983-1984 avec les Voyageurs de la Nouvelle-Écosse. Il ne parvint jamais à la LNH, prenant sa retraite du hockey seulement après sa première saison complete en tant que professionnel.

## Statistiques
| Saison    | Équipe                          | Ligue |    | Saison régulière | Saison régulière | Saison régulière | Saison régulière | Saison régulière |   | Séries éliminatoires | Séries éliminatoires | Séries éliminatoires | Séries éliminatoires | Séries éliminatoires |
| Saison    | Équipe                          | Ligue | PJ | B                | A                | Pts              | Pun              | PJ               | B | A                    | Pts                  | Pun                  |                      |                      |
| 1981-1982 | Saguenéens de Chicoutimi        | LHJMQ | 58 | 29               | 33               | 62               | 33               | 19               | 3 | 10                   | 13                   | 4                    |                      |                      |
| 1982-1983 | Saguenéens de Chicoutimi        | LHJMQ | 61 | 34               | 61               | 95               | 37               | 5                | 3 | 3                    | 6                    | 8                    |                      |                      |
| 1983-1984 | Saguenéens de Chicoutimi        | LHJMQ | 58 | 31               | 42               | 73               | 53               | -                | - | -                    | -                    | -                    |                      |                      |
| 1983-1984 | Voyageurs de la Nouvelle-Écosse | LAH   | 4  | 1                | 1                | 2                | 2                | 12               | 3 | 2                    | 5                    | 4                    |                      |                      |
| 1984-1985 | Canadiens de Sherbrooke         | LAH   | 48 | 7                | 11               | 18               | 20               | -                | - | -                    | -                    | -                    |                      |                      |

### Parenté dans le sport
- Frère du joueur Yves Héroux.